# Lieve Joris
Pour les articles homonymes, voir Joris.
Lieve Joris, née le 14 juin 1953 à Neerpelt en Belgique, est une écrivaine belge de langue néerlandaise qui vit aux Pays-Bas depuis les années 1970. Elle s'est spécialisée dans les récits de voyage, surtout en Afrique et au Moyen-Orient.

## Biographie
Ses récits décrivent  avec compassion mais sans complaisance la vie souvent difficile au Congo, au Mali ou en Syrie, etc. Chaque ouvrage nous fait partager ses impressions et ses observations avec un ton lucide et engagé.
Dans Mon oncle du Congo, Lieve Joris part sur les traces de son grand-oncle qui fut missionnaire au Zaïre.
Les Portes de Damas est le résultat d'un long séjour de Lieve Joris à Damas chez une amie syrienne dont le mari est prisonnier politique ; c'est un journal sur la vie ordinaire à Damas dans un environnement oppressant.
Mali blues est un carnet de route à travers l'Afrique de l'Ouest avec toute une galerie de personnages émouvants, d'où émerge le chanteur de blues malien Boubacar Traoré.
Dix ans après sa première visite, elle retourne au Congo juste après la chute de Mobutu et l'arrivée au pouvoir de Kabila. Dans Danse du léopard, Lieve Joris raconte un pays ou règne le chaos, la peur, la misère et aussi la volonté de survivre malgré tout.